# Are Nakkim
Are Nakkim (né le 13 février 1964) est un athlète norvégien spécialiste du fond. Il a détenu le record de Norvège du 10 000 mètres et du 5 000 mètres

## Biographie

### Palmarès
| Date | Compétition           | Lieu  | Résultat | Épreuve  | Performance    |
| ---- | --------------------- | ----- | -------- | -------- | -------------- |
| 1990 | Championnats d'Europe | Split | 2e       | 10 000 m | 28 min 04 s 04 |

#### National
- 1 titre sur 1 500 m : 1990
- 4 titres sur 5 000 m : 1986, 1988-1990
- 1 titre sur 10 000 m : 1984
- 2 titres sur 3 000 m steeple : 1985, 1986[1]
- 2 titres sur 3 000 m en salle : 1990, 1991[2]

### Records
| Épreuve              | Performance    | Lieu     | Date             |
| -------------------- | -------------- | -------- | ---------------- |
| 3 000 mètres steeple | 8 min 24 s 13  | Coblence | 28 août 1988     |
| 5 000 mètres         | 13 min 19 s 82 | Oslo     | 1er juillet 1989 |
| 10 000 mètres        | 27 min 32 s 52 | Oslo     | 14 juillet 1990  |